# Дачі (зупинний пункт, Львівська залізниця)
Да́чі — пасажирський залізничний зупинний пункт Тернопільської дирекції Львівської залізниці на електрифікованій лінії Підволочиськ — Тернопіль між станціями Бірки-Великі (2 км) та Максимівка-Тернопільська (15 км). Розташований поблизу присадибних ділянок неподалік селища Великі Бірки Тернопільського району Тернопільської області.

## Пасажирське сполучення
На платформі Дачі зупиняються приміські електропоїзди сполученням Тернопіль — Підволочиськ / Волочиськ.